# Calumma peyrierasi
Espèce
Synonymes
- Chamaeleo peyrierasi Brygoo, Blanc & Domergue, 1974

Statut de conservation UICN

 VU D2 : Vulnérable
Statut CITES
Calumma peyrierasi est une espèce de sauriens de la famille des Chamaeleonidae.

## Répartition
Cette espèce est endémique du Nord-Est de Madagascar. Elle a été découverte dans le massif de Marojejy.

## Étymologie
Cette espèce est nommée en l'honneur d'André Peyrieras.

## Publication originale
- Brygoo, Blanc & Domergue, 1974 "1973" : Notes sur les Chamaeleo de Madagascar. XII. Caméléons du Marojezy. C. peyrierasi n.sp. et C. gastrotaenia guillaumeti n.subsp. (Reptilia, Squamata, Chamaeleonidae). Bulletin de l'Académie Malgache, vol. 51, no 1, p. 151-166.